# Adetus fasciatus
Adetus fasciatus là một loài bọ cánh cứng trong họ Cerambycidae.